# Lille
Lille (flamsko Ryssel, nizozemsko Rijsel) je glavno mesto in občina severne francoske regije Nord -Pas-de-Calais, prefektura departmaja Nord. Mesto ima okoli 235.000 prebivalcev (2019), skupaj z Roubaixom, Tourcoingom in ostalimi predmestji pa z več kot 1,1 milijona ljudi predstavlja četrto največje metropolitansko območje v Franciji.

## Geografija
Mesto leži v severni Franciji blizu belgijske meje ob reki Deûle, večinoma kanalizirani od Lensa do Lilla. Ob nej se nahaja mestno pristanišče, tretje največje v državi. Jugovzhodno od mesta se nahaja francosko mednarodno letališče Lille - Lesquin.

## Administracija
Lille je sedež osmih kantonov:
- Kanton Lille-Center (del občine Lille: 21.959 prebivalcev),
- Kanton Lille-Jug (del občine Lille: 44.380 prebivalcev),
- Kanton Lille-Jugovzhod (del občine Lille, občine Faches-Thumesnil, Lezennes, Ronchin: 41.812 prebivalcev),
- Kanton Lille-Jugozahod (del občine Lille: 42.135 prebivalcev),
- Kanton Lille-Sever (del občine Lille, občina La Madeleine: 30.354 prebivalcev),
- Kanton Lille-Severovzhod (del občine Lille, občina Mons-en-Barœul: 50.878 prebivalcev),
- Kanton Lille-Vzhod (del občine Lille, občine : 30.154 prebivalcev),
- Kanton Lille-Zahod (del občine Lille, občine Lambersart, Marquette-lez-Lille, Saint-André-lez-Lille, Wambrechies: 63.270 prebivalcev),
- Kanton Lomme (del občine Lille - Lomme, občine Beaucamps-Ligny, Englos, Ennetières-en-Weppes, Erquinghem-le-Sec, Escobecques, Hallennes-lez-Haubourdin, Le Maisnil, Radinghem-en-Weppes, Sequedin: 40.311 prebivalcev).

Mesto je prav tako sedež okrožja, v katerega so poleg njegovih vključeni še kantoni Armentières, La Bassée, Cysoing, Haubourdin, Lannoy, Marcq-en-Barœul, Pont-à-Marcq, Quesnoy-sur-Deûle, Roubaix-Center/Sever/Vzhod/Zahod, Seclin-Jug/Sever, Tourcoing-Jug/Sever/Severovzhod in Villeneuve-d'Ascq-Jug/Sever z 1.182.026 prebivalci.

## Zgodovina
Po legendi o Lydericu in Phinaertu naj bi mesto L'Isle bilo ustanovljeno v letu 640. Čeprav se prva omemba naselja pojavi v arhivih šele leta 1066, pa so arheološka izkopavanja pokazala na prisotnost ljudi že leta 2000 pred našim štetjem. Ime Lille izhaja od insula oz. l'Isla in je bilo vzeto za grad flandrijskih grofov Château du Buc, ki je bil zgrajen na suhem zemljišču sredi močvirja. Grofje so nadzorovali številne stare rimske (Boulogne, Arras, Cambrai), pa tudi novejše karolinške naselbine (Valenciennes, Saint-Omer, Gent, Brugge, Antwerpen).
Ozemlje so prvotno naseljevala različna plemena Keltov oz. Belgov, kasneje germanska plemena. Med leti 830 in 910 so na ozemlje vdirali Normani in postopoma zavzeli Flandrijo.
Leta 1214 je v bitki pri Bouvinesu jugovzhodno od Lilla francoski kralj Filip Avgust porazil vojsko flandrijskega grofa Fernanda, kateremu sta se pridružili vojski Anglije in Svetorimskega cesartva. Sledilo je obdobje lokalnih bojev za nasledstvo, od 1304 do 1369 je bila flandrijska grofija vključno z Lillom v rokah Francije. Po poroki flandrijske grofice Marguerite de Male z burgundskim vojvodom Filipom II. le Hardijem je pripadel Burgundskemu vojvodstvu, s tem pa je mesto pristalo ob boku Bruslju in Dijonu. Z vojvodom Filipom le Bonom je Lille postal administrativno in finančno središče. Leta 1477 je s smrtjo zadnjega burgundskega vojvoda in poroko Marije Burgundske z Maksimiljanom Avstrijskim grofija prešla v roke Habsburžanom, ob koncu vladavine svetorimskega cesarja Karla V. pa je z njegovim naslednikom Filipom II. Flandrija postala del Španskih Nizozemsk. 16. stoletje je Lille zaznamovala kuga, nagel razvoj tekstilne industrije in upori protestantov, ki so na severu ozemlja oblikovali Združene province Nizozemske, medtem ko je južni del z Lillom ostal katoliški. Leta 1667 je francoski kralj Ludvik XIV. uspešno vodil obleganje Lilla, katerega posledica je bila njegova priključitev k Franciji ob Aachenskem sporazumu leto dni kasneje. V letih 1708-1713, med vojno za špansko nasledstvo, je bil začasno okupiran s strani nizozemske. Leta 1804 je prevzel vodilno vlogo v začetku francoske revolucije nastalega departmaja Nord. Leta 1846 je dobil železniško povezavo s Parizom. Med prvo svetovno vojno, od oktobra 1814 do 1818, je bil okupiran s strani Nemčije, prav tako med drugo svetovno vojno (od maja 1940). Osvobojen je bil nekaj mesecev po izkrcanju zavezniških sil v Normandiji (1. do 5. september 1944).

## Znamenitosti
- Katedrala Notre-Dame-de-la-Treille,
- borza Vieille Bourse,
- Pariška vrata,
- Palača lepih umetnosti,
- Vaubanova citadella.

## Pobratena mesta
- Buffalo, New York (ZDA),
- Erfurt (Nemčija),
- Esch-sur-Alzette (Luksemburg),
- Harkov (Ukrajina),
- Köln (Nemčija),
- Leeds (Združeno kraljestvo),
- Liège (Belgija),
- Nablus (Palestina, Izrael),
- Oujda (Maroko),
- Rotterdam (Nizozemska),
- Safed (Izrael),
- Senegal (Senegal),
- Šanghaj (Ljudska republika Kitajska),
- Torino (Italija),
- Valladolid (Španija).